# Pintér Sándor (régész)
Pintér Sándor (Etes, 1841. március 17. – Szécsény, 1915. január 17.) régész, ügyvéd-jogász, néprajzi író, palóckutató, országgyűlési képviselő.

## Élete
...a palóczok monografusa udvarkertjében Nagy-Szécsényben áll egy szép szilfa, a gazdája saját kezével 1883-ban ültette, alatta pad van és kellemes üdülő, miért egy szécsényi kisleány Pintér Sándor bácsi ama fáját a boldogság fájának nevezte el.
A gimnáziumi tanulmányait Gyöngyösön, Selmecbányán, Egerben, Esztergomban és Szegeden végezte. Jogi tanulmányait a Budapesti Egyetemen folytatta, majd ügyvédi pályára lépett. 1867-től mint ügyvéd működött Szécsényben és vezette a Szécsényi Takarékpénztár jogi ügyeit, melynek elnöke is lett. 1901-től a Szécsényi kerület országgyűlési képviselője lett szabadelvű programmal. Elnöke volt a naplóbíráló bizottságnak.
A balassagyarmati ügyvédi kamara alapító-, választó tagja, a Zichy család divényi senioralis hitbizományi uradalmának ügyvédje volt. Alapító vagy rendes tagja volt az archaeologiai, ethnographiai, természettudományi és történelmi társulatnak. Alapító tagja volt a Magyar Irodalomtörténeti Társaságnak. A palócok múltjával és jelenével foglalkozott. Eredetüket a kunok között kereste. Nógrád vármegye számos helyén önálló kutatásokat végzett, illetve tekintélyes régészeti gyűjteményt hozott létre. Részt vett az 1875-ös gráci kiállításon, valamint az 1876-os budapesti anthropologiai és régészeti kongresszuson.
Házát és nagyértékű könyvtárát Szécsény városának, régészeti gyűjteményét pedig nagyobbrészt a Magyar Nemzeti Múzeumnak, illetve a Nógrádmegyei Múzeumnak adományozta. A szécsényi köztemetőben nyugszik.

## Emlékezete

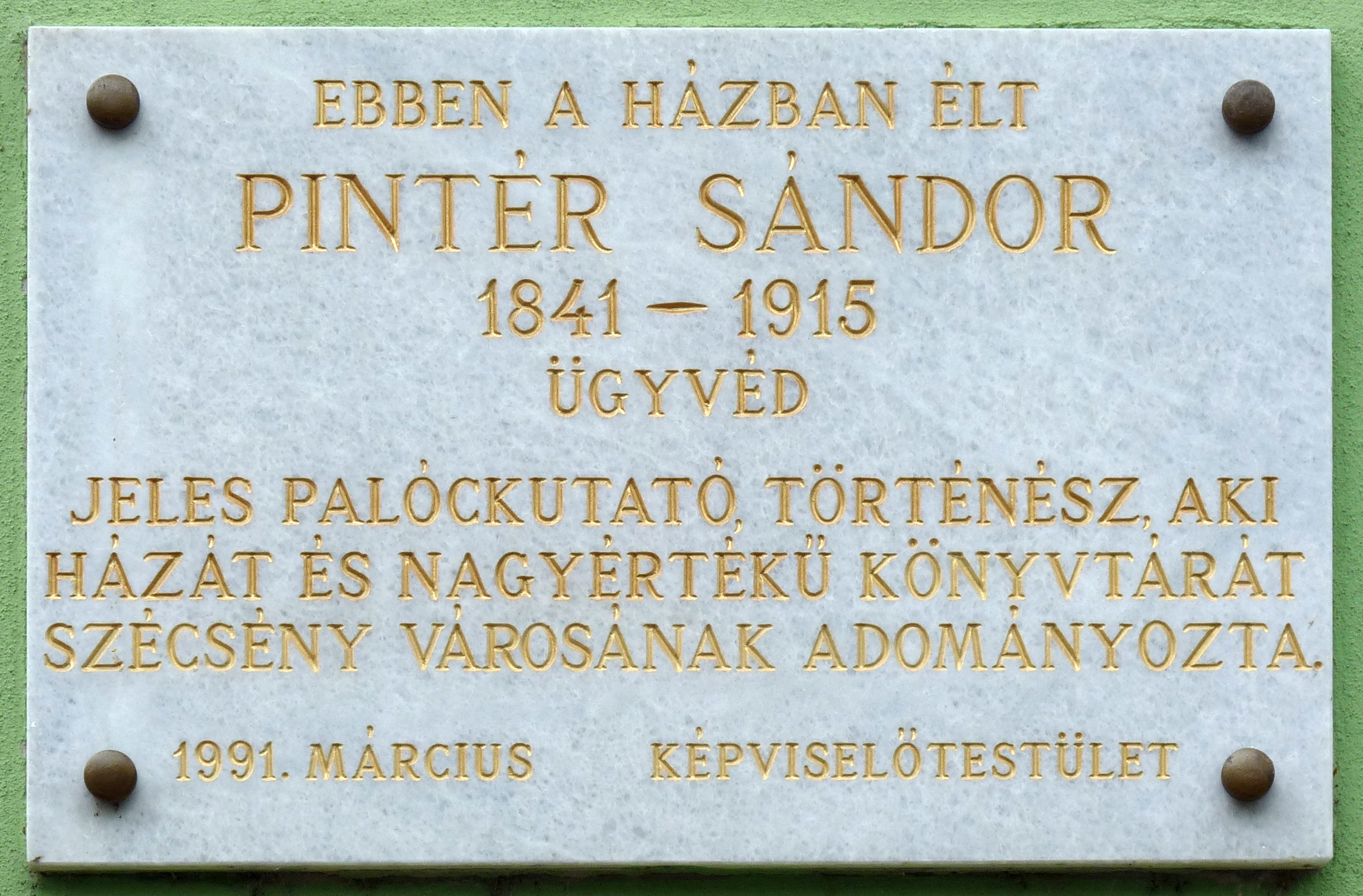
Szécsény

- Emléktáblája Szécsényben a Haynald Lajos utcában található

## Művei
Toldi Miklósról írt nagyobbszabású tanulmányát a Kisfaludy-társaságban olvasták fel.
- Losoncz az Árpád-házból származó királyaink idejében. Losoncz és Vidéke XV
- 1880 A palóczokról. Népismertető tanulmány. Budapest
- 1887 Nógrádvidéki régészeti kutatások. Archaeologiai Értesítő
- 1891 A népmesékről. XIII eredeti palócz mesével. Losonc
- 1891 Egy dolyányi bronzleletről. Archaeologiai Értesítő
- 1891 A palócz születése, házassága és halálozása. Ethnographia
- 1891 Régi palócz táncznóták. Ethnographia
- 1891 A kimuzsikálás. Ethnographia
- 1897 Szécsény és közvetlen vidéke a honfoglalás előtti korban. Losonc
- 1898 A vén Mátra titka. Balassa-Gyarmat
- 1899 Az ecsegi, nógrádm. bronzleletről. Archaeologiai Értesítő
- 1903 Nyilt levél Katona Lajos úrhoz. Ethnographia
- 1907 A szeretet